# Channa orientalis
Channa orientalis is een straalvinnige vissensoort uit de familie van slangenkopvissen (Channidae). De wetenschappelijke naam van de soort is voor het eerst geldig gepubliceerd in 1801 door Bloch & Schneider.